# Boris Rybakow
Boris Aleksandrowicz Rybakow (ros. Бори́с Алекса́ндрович Рыбако́в, ur. 21 maja?/3 czerwca 1908 w Moskwie, zm. 27 grudnia 2001 tamże) – rosyjski historyk i archeolog.
Urodził się w rodzinie staroobrzędowców, jego ojciec (absolwent Moskiewskiego Uniwersytetu Państwowego) zajmował się badaniami rozłamu w Rosyjskiej Cerkwi Prawosławnej. W 1930 ukończył studia na Wydziale Historycznym Moskiewskiego Uniwersytetu Państwowego i został pracownikiem naukowym archiwum Rewolucji Październikowej, w 1931 starszym pracownikiem naukowym, a 1943–1948 był kierownikiem działu Państwowego Muzeum Historycznego. Zajmował się historią Rusi i Rosji. Od 1939 kierował katedrą historii Rosji na Uniwersytecie Moskiewskim (w latach 1950–1952 był dziekanem). Od 1956 do 1987 był dyrektorem Instytutu Archeologii Akademii Nauk ZSRR. W 1951 został przyjęty do WKP(b).
Był członkiem Akademii Nauk ZSRR od 1958, członkiem zagranicznym Czechosłowackiej Akademii Nauk (1960) i Polskiej Akademii Nauk (1970) oraz doktorem honoris causa Uniwersytetu Jagiellońskiego (1964). Został pochowany na Cmentarzu Trojekurowskim w Moskwie
Skupiał się na badaniach dawnej Słowiańszczyzny wschodniej. Prowadził wykopaliska m.in. w Moskwie, Nowogrodzie Wielkim, Zwienigorodzie, Czernihowie, Perejasławiu, Tmutarakaniu i Putywlu.

## Wybrane publikacje
- Riemiesło driewniej Rusi (1948)
- Driewnosti Czernigowa (1949)
- Driewnaja Ruś. Skazania. Byliny. Letopisy (1963)
- Pierwyje wieka ruskoj istorii (1964), wyd. pol. Pierwsze wieki historii Rusi (1983)
- Ruskije datirowannyje nadpiski XI-XIV wiekow (1964)
- Ruskoje prikładnoje iskusstwo X-XIII wiekow (1971)
- Słowo o połku Igorewie i jego sowriemiennych (1971)
- Ruskije letopisy i awtor „Słowа о połku Igorewiе“ (1972)
- Ruskije karty Moskwy XV — naczała XVI wiekow» (1974)
- Gerodotowa Skifia. Istoriko-gieograficzeskij analiz (1979)
- Jazyczestwo driewnich Sławian (1981)
- Kijewskaja Ruś i ruskiej kniżestwa XII—XIII wiekow (1982)
- Jazyczestwo driewniej Rusi (1987)
- Piotr Borysławicz. Poisk awtora „Słowа о połku Igorewie“ (1991)
- Strigolniki. Ruskije gumanisty XIV stoletia (1993)

## Wydania polskie
- Pierwsze wieki historii Rusi, przeł. Andrzej Olejarczuk, Warszawa: Państwowy Instytut Wydawniczy 1983, ISBN 83-06-00886-3.

## Odznaczenia i nagrody
- Medal Sierp i Młot Bohatera Pracy Socjalistycznej (2 czerwca 1978)
- Order Lenina (trzykrotnie, 1968, 1971 i 1978)
- Order Za Zasługi dla Ojczyzny III klasy (1998)
- Order Rewolucji Październikowej (1975)
- Order Przyjaźni Narodów (2 czerwca 1988)
- Order „Znak Honoru” (1953)
- Nagroda Leninowska (1976)
- Nagroda Stalinowska (dwukrotnie, 1949 i 1952)
- Krzyż Kawalerski Orderu Odrodzenia Polski (Polska Ludowa, 1974)
- Odznaka 1000-lecia Państwa Polskiego (Polska Ludowa, 1967)